# Basia Bulat
Basia Bulat (uttal: /ˈbɒʃə buːˈlɒt/), född 13 april 1984 i Etobicoke, Toronto, är en kanadensisk singer-songwriter, med senare uppväxt i London, Ontario. Hon uppträder ofta med autoharpa, men spelar även andra instrument. Hon är av polskt ursprung; hennes mamma var musiklärare i klassisk musik.
Bulat gav 2005 på egen hand ut EP:n Basia Bulat. Senare fick hon skivkontrakt med Rough Trade Records och debutalbumet Oh, My Darling, producerat av Howard Bilerman, släpptes 2007.
År 2008 var hon nominerad till det kanadensiska musikpriset Polaris Music Prize för albumet Oh, My Darling.
Albumet Tall Tall Shadow (2013) skrev Bulat till stor del med anledning av en nära väninnas bortgång.

## Diskografi

### Album
- 2007 – Oh, My Darling
- 2010 – Heart of My Own
- 2013 – Tall Tall Shadow
- 2016 – Good Advice

### EP
- 2005 – Basia Bulat
- 2008 – In the Night

### Singel
- 2008 – Touch the Hem of His Garment (7" vinyl)